# Dan Wells (kierowca wyścigowy)
Dan Wells (ur. 29 maja 1991 roku w Southampton) – brytyjski kierowca wyścigowy.

## Kariera
Wells rozpoczął karierę w jednomiejscowych samochodach wyścigowych w wieku 19 lat w 2010 roku w edycji zimowej Brytyjskiej Formule Renault. Z dorobkiem 56 punktów ukończyła sezon na 11 pozycji. Rok później pojawił się na starcie Brytyjskiej Formuły Renault. Zajął tu 10 lokatę w klasyfikacji, jednak w finale tej serii był już drugi. W 2012 roku Wells wystartował gościnnie w bolidzie Atech Reid GP w Europejskim Pucharze Formuły Renault 2.0. Poświęcił się jednak w tym sezonie Formule Pilota Junior, w której dzięki 3 zwycięstwom i 9 podium uzyskał 179 punktów, co sprawiło, że zdobył tytuł wicemistrzowski. 
W 2013 roku Brytyjczyk startował głównie w Azji, gdzie w mistrzostwach Formula Masters China Series został sklasyfikowany na trzynastej pozycji, a w osobnej rundzie - Macau Grand Prix Invitational - był drugi. W sezonie 2014 Formula Masters China Series dwunastokrotnie stawał na podium, w tym dwukrotnie na jego najwyższym stopniu. Z dorobkiem 177 punktów został sklasyfikowany na trzeciej pozycji w klasyfikacji generalnej. W tym samym roku mistrzostwa Brytyjskiej Formuły 3 ukończył na dziesiątej pozycji.

## Statystyki
| Sezon | Seria                                                        | Zespół                   | Wyścigi | Zwycięstwa | PP | NO | Podium | Punkty | Pozycja |
| ----- | ------------------------------------------------------------ | ------------------------ | ------- | ---------- | -- | -- | ------ | ------ | ------- |
| 2010  | Brytyjska Formuła Renault (edycja zimowa)                    | Fortec Motorsport        | 6       | 0          | 0  | 0  | 0      | 56     | 11      |
| 2011  | Brytyjska Formuła Renault                                    | Atech Reid GP            | 20      | 0          | 0  | 0  | 0      | 251    | 10      |
| 2011  | Finał Brytyjskiej Formuły Renault                            | Atech Reid GP            | 6       | 0          | 0  | 0  | 3      | 136    | 2       |
| 2012  | Formuła Pilota China                                         | KCMG                     | 18      | 3          | 3  | 3  | 9      | 179    | 2       |
| 2012  | Europejski Puchar Formuły Renault 2.0                        | Atech Reid GP            | 2       | 0          | 0  | 0  | 0      | 0      | NS†     |
| 2013  | Formula Masters China Series                                 | Cebu Pacific Air by KCMG | 3       | 0          | 0  | 0  | 0      | 7      | 13      |
| 2013  | Formula Masters China Series - Macau Grand Prix Invitational | Cebu Pacific Air by KCMG | 1       | 0          | 0  | 0  | 1      | N/A    | 2       |
| 2014  | Formula Masters China Series                                 | Cebu Pacific Air by KCMG | 18      | 2          | 0  | 1  | 12     | 177    | 3       |
| 2014  | Brytyjska Formuła 3                                          | Double R Racing          | 3       | 0          | 0  | 0  | 1      | 41     | 10      |
| 2014  | Japońska Formuła 3                                           | Toda Racing              | 2       | 0          | 0  | 0  | 0      | 0      | NS      |
| 2014  | Grand Prix Makau                                             | Toda Racing              | 1       | 0          | 0  | 0  | 0      | N/A    | 17      |

† - Wells nie był zaliczany do klasyfikacji.